# Dennenvoetzwam
De dennenvoetzwam (Phaeolus schweinitzii) is een schimmel uit de familie Polyporaceae die groeit op of nabij levende naaldbomen of stobben. Deze parasitaire schimmel is een veroorzaker van stamvoetrot.

## Kenmerken
In nazomer of herfst brengt de zwam een vruchtlichaam voort, dat eenjarig is. Deze tot 30 cm. brede paddenstoel bestaat uit een waaier- tot trechtervormige hoed, meestal op een excentrisch geplaatste steel. De witte sporen zitten in buisjes onder in de hoed. Deze hoed is aanvankelijk fluwelig geel. Binnen enkele weken, als de paddenstoel volgroeid is, wordt de hoed kleverig van een uitgescheiden harsachtige substantie en wordt de kleur donkerder, tot zwart, aanvankelijk nog met zwavelkleurige rand. Uiteindelijk wordt het vruchtlichaam hard en geheel zwart.

## Ecologie
Deze schimmel leeft als necrotrofe parasiet aan de voet of op de wortels van levende naaldbomen of stronken van naaldbomen. Hij prefereert Douglasspar (Pseudotsuga menziesii), ook op Larix (Larix), Spar (Picea) en Den (Pinus), enkele waarnemingen op loofbomen, het meest in naaldbossen of gemengde bossen op droge of voedselarme zandgrond. Hij veroorzaakt bruinrot in de wortels en het kernhout van de stambasis. Hij is een belangrijke veroorzaker van schade aan deze boomsoorten.

## Verspreiding

Europees verspreidingsgebied

De dennenvoetzwam is inheems in grote delen van Eurazië en Noord-Amerika. In Nederland en België komt hij algemeen voor in naaldbos op de zandgronden.

## Foto's

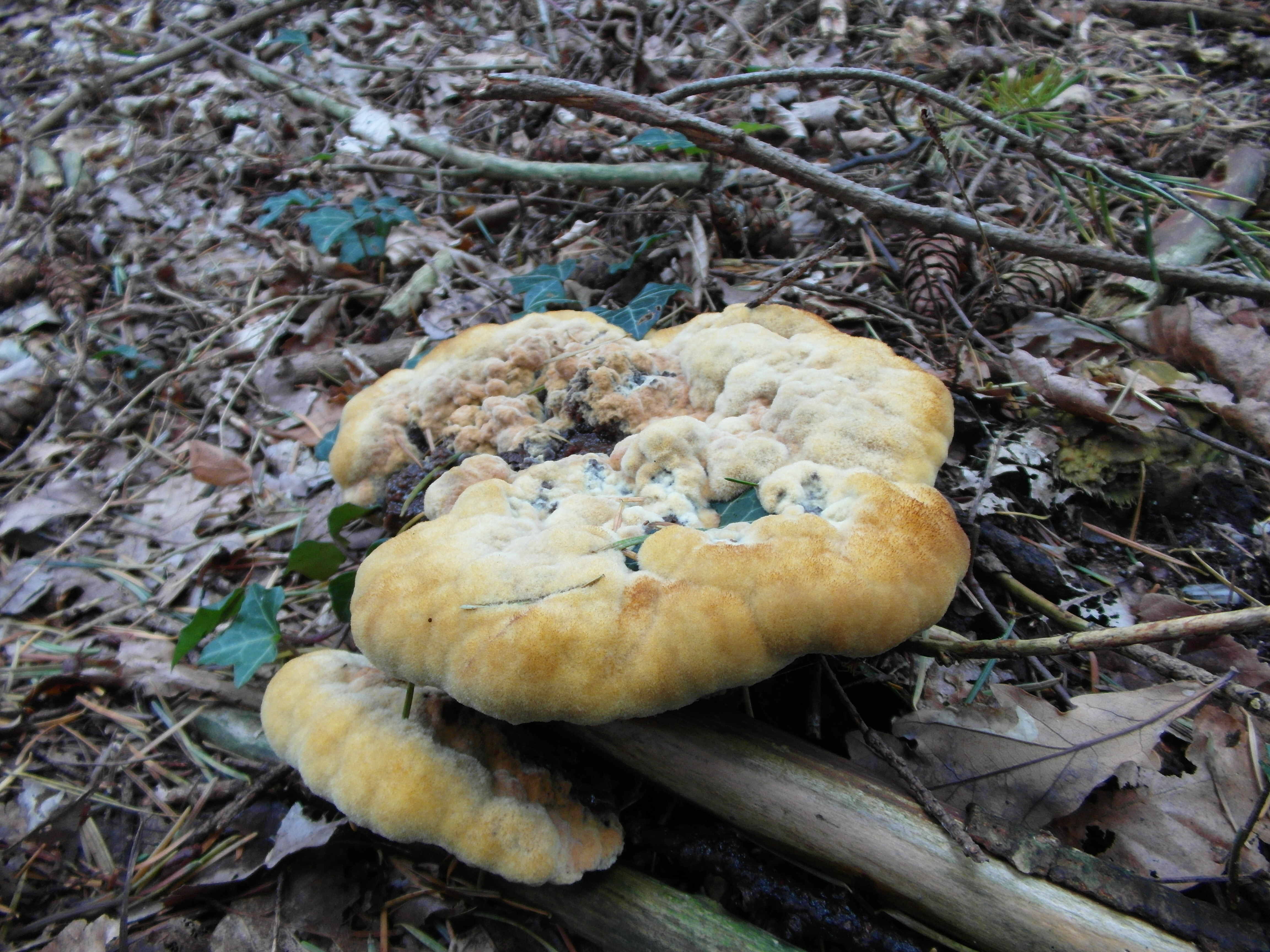
Dennenvoetzwam, vers vruchtlichaam
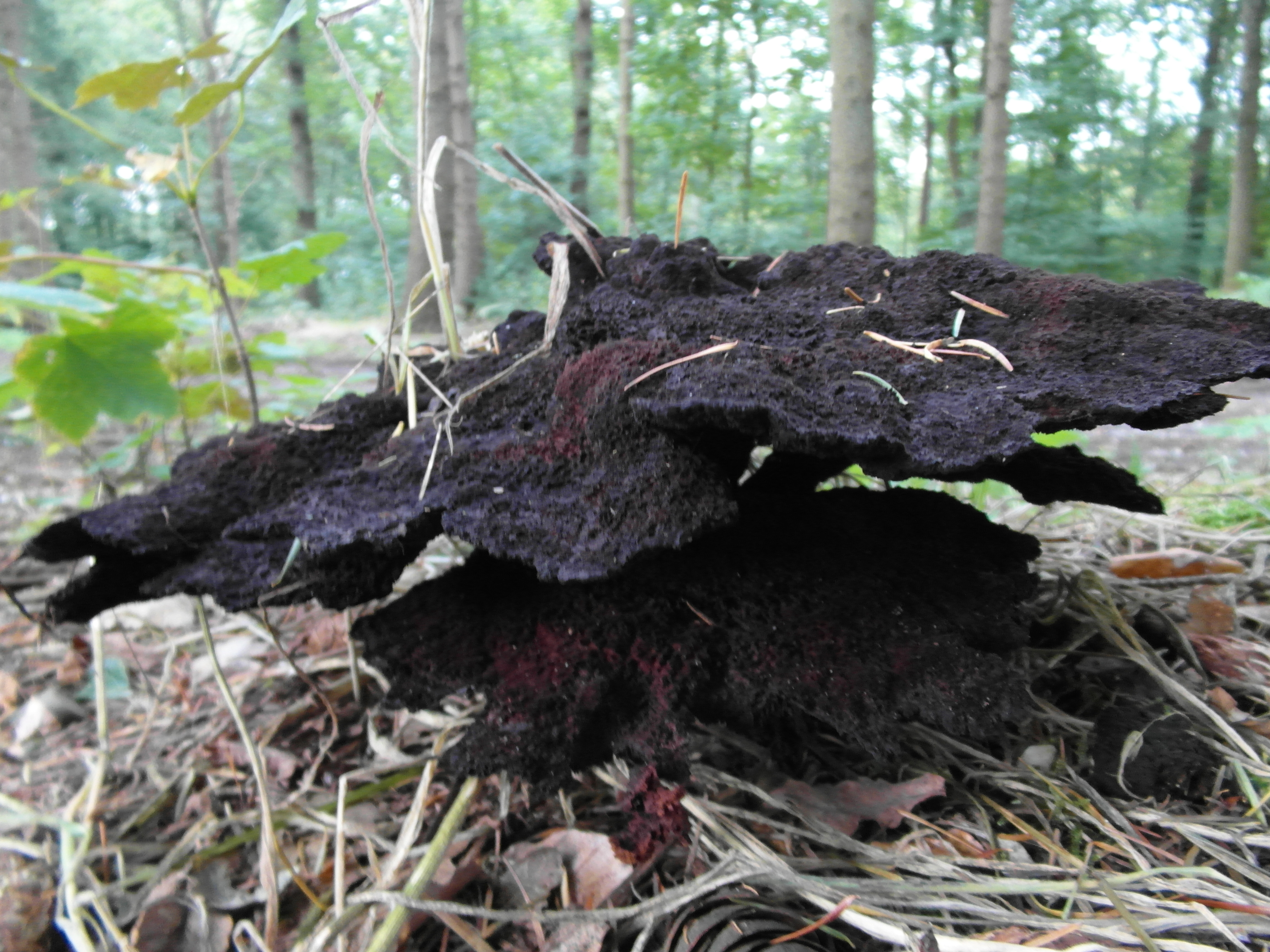
Verouderd vruchtlichaam van de dennenvoetzwam
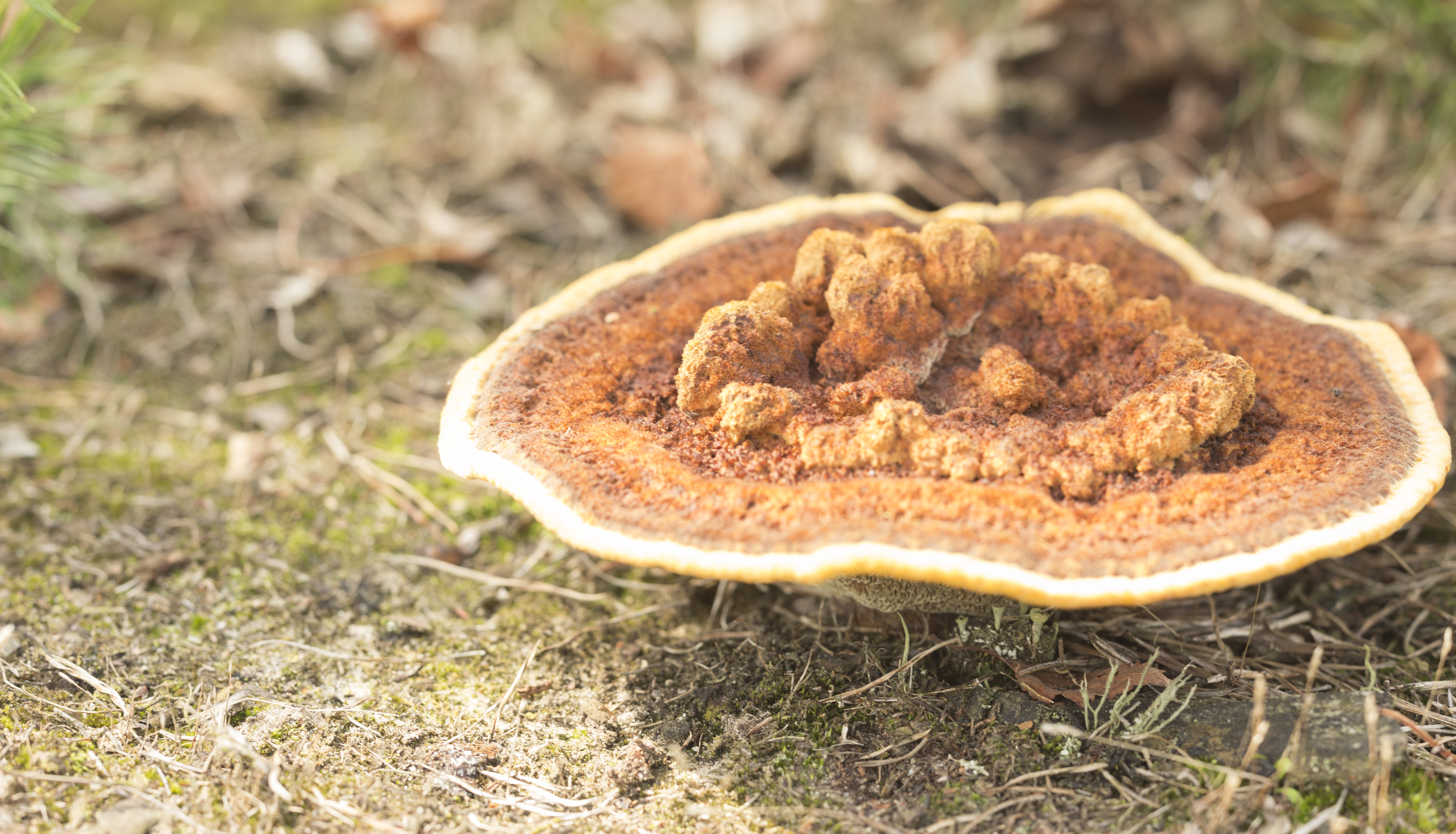
Dennenvoetzwam, jong stadium